# Korolev (cràter)
|  | Aquest article tracta sobre un cràter lunar. Si cerqueu un cràter marcià, vegeu «Korolev (cràter marcià)». |

Korolev és un gran cràter d'impacte lunar del tipus denominat plana o conca emmurallada. Rep el seu nom de l'enginyer aeroespacial soviètic especialitzat en coets Serguéi Koroliov (1907-1966). Es troba en la cara oculta de la Lluna, i la part nord del seu sòl creua l'equador lunar. Entre els cràters propers notables s'inclouen Galois amb prou feines al sud-est, Das al sud-sud-est, Doppler unit a la vora meridional, i Kibal'chich al nord-est. El sistema de marques radials del cràter Crookes (situat cap al sud-oest) cobreix part de la conca.
La vora exterior de Korolev està considerablement desgastat i erosionat, amb una multitud de petits cràters que sobre el seu brocal i la paret interna. El sòl interior és relativament pla en comparació del terreny circumdant, però està marcat amb molts cràters de diferents grandàries. El més notable d'aquests cràters interiors és Korolev M en la part sud de la plataforma interior, i Korolev D al costat de la vora en el seu sector nord-est.
|  |  |

Dins de l'interior de Korolev apareixen les restes d'un segon anell intern, situat aproximadament a la meitat del diàmetre de la paret externa i més visible en la seva meitat oriental, on forma un arc corbat de crestes a través del fons del cràter. En el punt mitjà de la formació no hi ha gens que s'assembli a un pic central. No obstant això, els cràters Korolev B, Korolev T i Korolev L es troben dins del diàmetre de l'anell interior.
Fins al seu nomenament formal en 1970 per la UAI, el cràter era conegut com a "Conca XV".

## Vistes

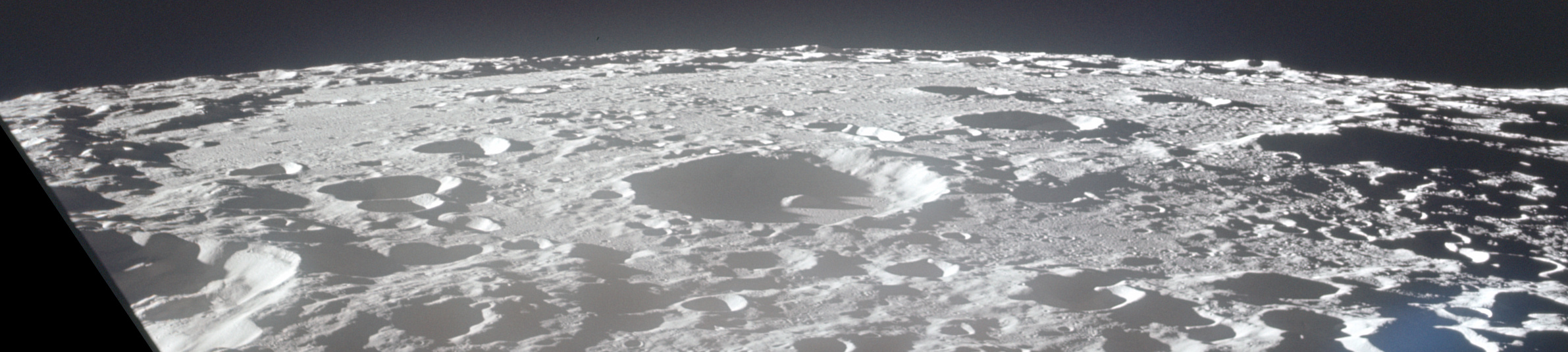
Vista obliqua de la conca de 437 km de diàmetre de Korolev, presa per l'Apol·lo 17 en 1972, mirant al nord

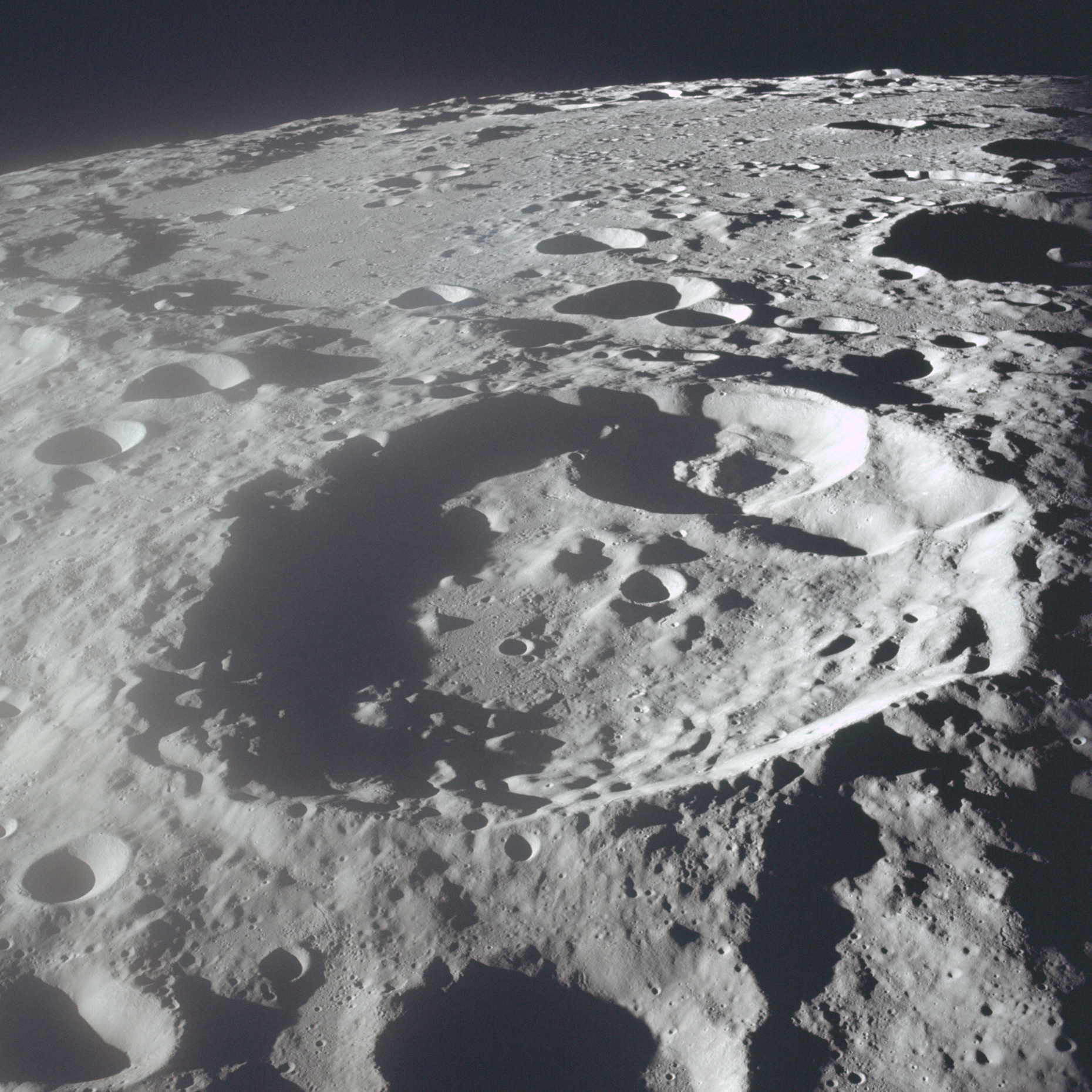
Vista obliqua Apol·lo 17

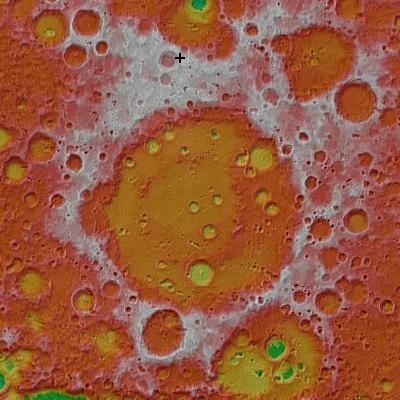
Fotografia de la missió LRO (colors virtuals)

## Cràters satèl·lit
Per convenció aquests elements són identificats en els mapes lunars posant la lletra en el costat del punt mitjà del cràter que està més proper a Korolev.
|         | \| Korolev \| Coordenades \| Diàmetre \| \| ------- \| -------------------------------------- \| -------- \| \| B \| 3° 40′ S, 156° 17′ O / 3.66°S,156.29°O \| 21 km \| \| C \| 0° 44′ S, 153° 13′ O / 0.73°S,153.22°O \| 66 km \| \| D \| 0° 29′ S, 151° 45′ O / 0.48°S,151.75°O \| 24 km \| \| E \| 3° 26′ S, 153° 23′ O / 3.43°S,153.38°O \| 37 km \| \| F \| 4° 15′ S, 152° 44′ O / 4.25°S,152.74°O \| 30 km \| \| G \| 5° 40′ S, 153° 28′ O / 5.67°S,153.46°O \| 12 km \| \| L \| 5° 44′ S, 156° 49′ O / 5.74°S,156.81°O \| 31 km \| \| M \| 8° 30′ S, 157° 22′ O / 8.50°S,157.37°O \| 57 km \| \| P \| 7° 56′ S, 159° 56′ O / 7.93°S,159.94°O \| 18 km \| \| T \| 4° 08′ S, 157° 50′ O / 4.14°S,157.84°O \| 22 km \| \| V \| 1° 13′ S, 162° 04′ O / 1.21°S,162.06°O \| 19 km \| \| W \| 0° 11′ S, 160° 32′ O / 0.18°S,160.53°O \| 31 km \| \| X \| 0° 34′ N, 159° 26′ O / 0.56°N,159.44°O \| 27 km \| \| Y \| 0° 31′ S, 158° 27′ O / 0.52°S,158.45°O \| 19 km \| \| Z \| 1° 09′ N, 159° 29′ O / 1.15°N,159.48°O \| 17.7 km \| |          |
| Korolev | Coordenades | Diàmetre |
| B       | 3° 40′ S, 156° 17′ O / 3.66°S,156.29°O | 21 km    |
| C       | 0° 44′ S, 153° 13′ O / 0.73°S,153.22°O | 66 km    |
| D       | 0° 29′ S, 151° 45′ O / 0.48°S,151.75°O | 24 km    |
| E       | 3° 26′ S, 153° 23′ O / 3.43°S,153.38°O | 37 km    |
| F       | 4° 15′ S, 152° 44′ O / 4.25°S,152.74°O | 30 km    |
| G       | 5° 40′ S, 153° 28′ O / 5.67°S,153.46°O | 12 km    |
| L       | 5° 44′ S, 156° 49′ O / 5.74°S,156.81°O | 31 km    |
| M       | 8° 30′ S, 157° 22′ O / 8.50°S,157.37°O | 57 km    |
| P       | 7° 56′ S, 159° 56′ O / 7.93°S,159.94°O | 18 km    |
| T       | 4° 08′ S, 157° 50′ O / 4.14°S,157.84°O | 22 km    |
| V       | 1° 13′ S, 162° 04′ O / 1.21°S,162.06°O | 19 km    |
| W       | 0° 11′ S, 160° 32′ O / 0.18°S,160.53°O | 31 km    |
| X       | 0° 34′ N, 159° 26′ O / 0.56°N,159.44°O | 27 km    |
| Y       | 0° 31′ S, 158° 27′ O / 0.52°S,158.45°O | 19 km    |
| Z       | 1° 09′ N, 159° 29′ O / 1.15°N,159.48°O | 17.7 km  |

El cràter satèl·lit Korolev Z va ser aprovat per la UAI el 25 de juny de 2017.

### Altres referències
- (WGPSN), IAU Working Group for Planetary System Nomenclature. «Gazetteer of Planetary Nomenclature. 1:1 Million-Scale Maps of the Moon» (en anglès).  UAI / USGS, 13-02-2013. [Consulta: 6 abril 2016].
- Andersson, L. E.; Whitaker, E. A.,. NASA Catalogue of Lunar Nomenclature (en anglès).  NASA RP-1097, 1982.
- Blue, Jennifer. «Gazetteer of Planetary Nomenclature» (en anglès).  USGS, 25-07-2007. [Consulta: 2 gener 2012].
- Bussey, B.; Spudis, P.. The Clementine Atlas of the Moon (en anglès).  Nueva York: Cambridge University Press, 2004. ISBN 0-521-81528-2.
- Cocks, Elijah E.; Cocks, Josiah C.. Who's Who on the Moon: A Biographical Dictionary of Lunar Nomenclature (en anglès).  Tudor Publishers, 1995. ISBN 0-936389-27-3.
- McDowell, Jonathan. «Lunar Nomenclature» (en anglès).   Jonathan's Space Report, 15-07-2007. [Consulta: 2 gener 2012].
- Menzel, D. H.; Minnaert, M.; Levin, B.; Dollfus, A.; Bell, B. «Report on Lunar Nomenclature by The Working Group of Commission 17 of the IAU» (en anglès). Space Science Reviews, 12, 1971, pàg. 136.
- Moore, Patrick. On the Moon (en anglès).  Sterling Publishing Co, 2001. ISBN 0-304-35469-4.
- Price, Fred W. The Moon Observer's Handbook (en anglès).  Cambridge University Press, 1988. ISBN 0521335000.
- Rükl, Antonín. Atlas of the Moon (en anglès).  Kalmbach Books, 1990. ISBN 0-913135-17-8.
- Webb, Rev. T. W.. Celestial Objects for Common Telescopes, 6ª edición revisada (en anglès).  Dover, 1962. ISBN 0-486-20917-2.
- Whitaker, Ewen A. Mapping and Naming the Moon (en anglès).  Cambridge University Press, 2003. 978-0-521-54414-6.
- Wlasuk, Peter T. Observing the Moon (en anglès).  Springer, 2000. ISBN 1-85233-193-3.